# Melusinella nervosa
Melusinella nervosa är en insektsart som beskrevs av Leon Fairmaire. Melusinella nervosa ingår i släktet Melusinella och familjen hornstritar. Inga underarter finns listade i Catalogue of Life.